# Kaufhaus Renner

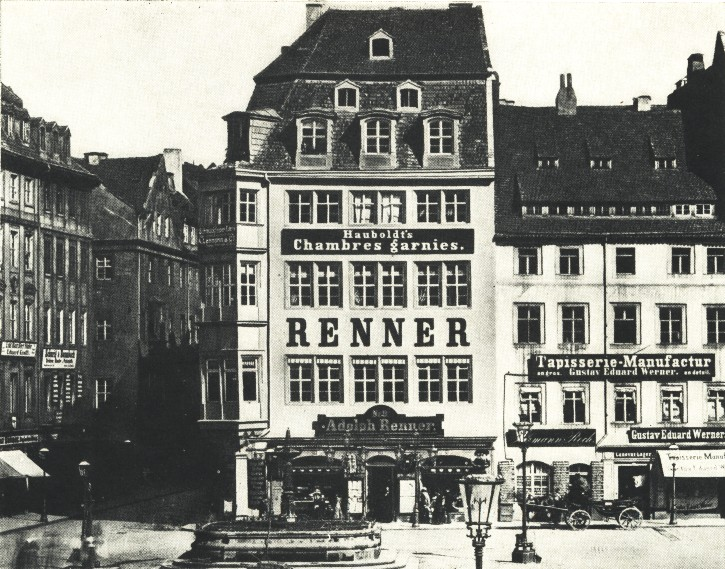
Kaufhaus Renner 1885

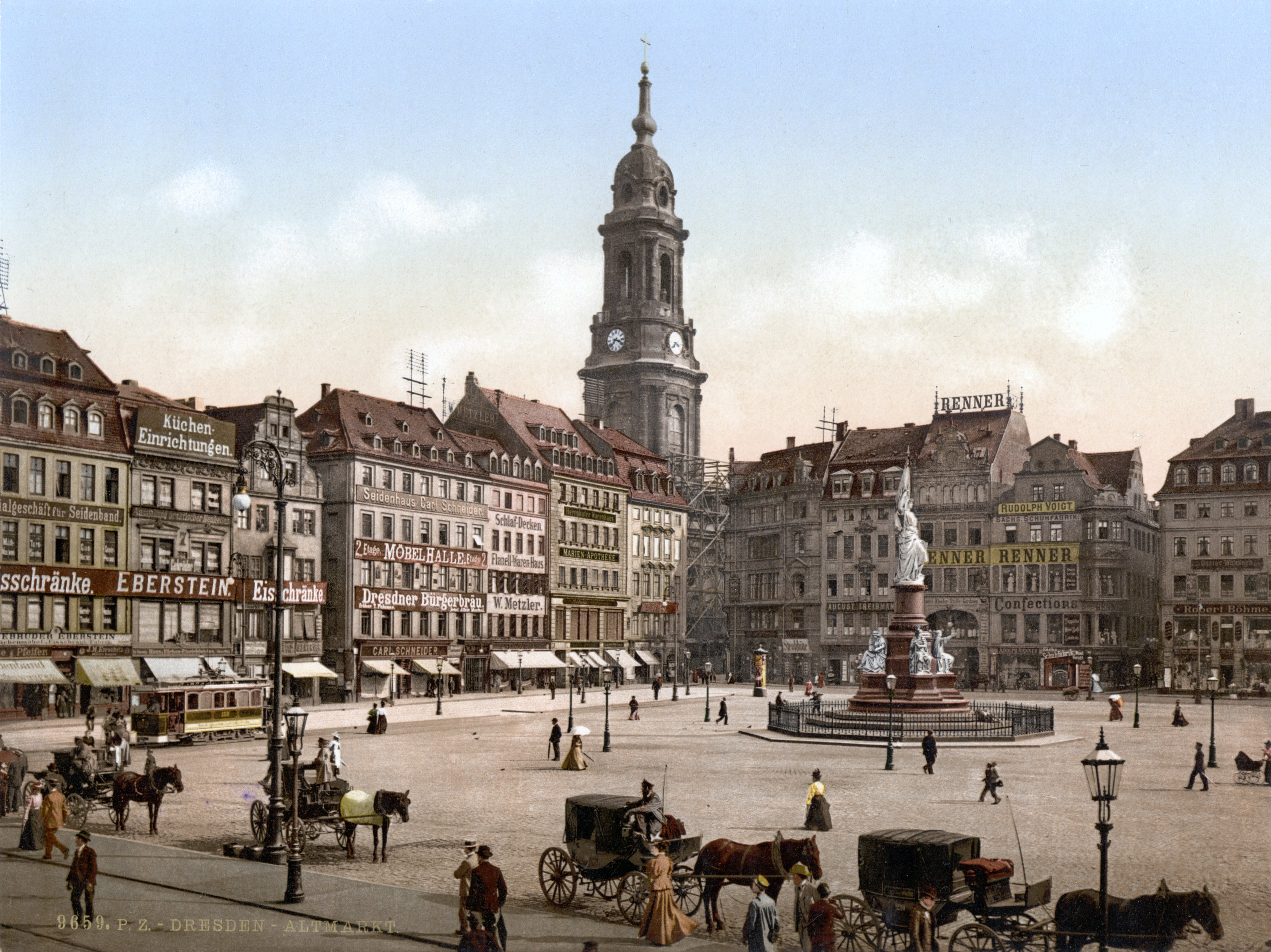
Das Kaufhaus Renner um 1900 am Altmarkt in Dresden

Werbeanzeige des Kaufhauses Renner im Dresdner Anzeiger 1900

Das Kaufhaus Renner war bis zu seiner Zerstörung im Februar 1945 das größte Kaufhaus Dresdens. Es befand sich an der Südseite des Altmarktes und erstreckte sich über mehrere ehemalige Bürgerhäuser, die im Inneren miteinander verbunden waren.
In dem Warenhaus arbeiteten zeitweise bis zu 1200 Angestellte. Bekannt war es vor allem für seine sechzig Schaufenster und die erste Rolltreppe in Dresden.
Die Familie Renner waren Verwandte des Dresdner Advokaten und späteren Senators Renner und seiner Ehefrau, die als Schillers „Gustel von Blasewitz“ bekannt wurde.

## Geschichte
Johann Traugott Adolph Renner eröffnete im Jahr 1854 ein Tuch- und Manufakturgeschäft in der Badergasse. Später wurde die Filiale auf die erste Etage ausgedehnt. Weitere Erweiterungen folgten.
Nachdem das Geschäft an den Altmarkt umgezogen war, wurden nach und nach alle Bürgerhäuser an der Südseite des Altmarktes, mit Ausnahme des Eckhauses an der Seestraße, erworben. Die Innenräume der übernommenen Gebäude wurden völlig umgestaltet; die Fassaden blieben weitestgehend unverändert. Die beiden gegenüberliegenden Häuser an der Schreibergasse wurden durch einen Übergang miteinander verbunden.
Im Jahr 1896 wurden die beiden Söhne des Gründers, Gustav Adolph und Martin, Mitinhaber des Kaufhauses.
Im Jahr 1925 entstanden im Rahmen der Sonderverkaufswochen die Rennerschen Omnibuslinien. So verkehrten drei unterschiedliche Linien von Plauen, Blasewitz und dem Lincke’schen Bad zum Altmarkt.
Der geschäftsführende Inhaber Ende der 1920er und in den 1930er Jahren, Adolf Renner, war zwar eine bekannte Figur, gleichwohl bezog sich der Spitzname Nasen-Adolf bzw. Im/zum/beim Nasen-Adolf nicht darauf. Seine Einführung der Bezahlung mit Hilfe eines Ratenkredits, dessen Abzahlung häufig als Abstottern (des Kredits), auf Stottern kaufen benannt, und dessen Gewährung als auf Nase kaufen bezeichnet wurde, führte dazu und zu einem nach 1945 entwickeltem Slogan: Beim Nasen-Adolf konntste (sächsisch so viel wie „konntest du“) alles auf Stottern kaufen.
Zuletzt bestand das Warenhaus aus insgesamt zwölf Gebäuden. Nach der völligen Zerstörung im Jahr 1945 eröffnete Herbert Renner nochmals ein Geschäft auf der Königsbrücker Straße.

## Einrichtung
Im Erdgeschoss waren die Männer-, Frauen- und Kinderbekleidung untergebracht. Außerdem befanden sich dort unter anderem Lese- und Schreibwaren. Im ersten Stock war nochmals Kleidung für Personen zu finden. Die zweite Etage beherbergte vor allem ein umfangreiches Angebot an Frauenbekleidung. Im dritten Stockwerk befanden sich Utensilien für die Wohnungseinrichtung. In der vierten Etage waren Erfrischungsräume zum Entspannen untergebracht. Außerdem konnte man dort Speisen und Getränke zu sich nehmen.